# 馬斯庫塔 (伊利諾伊州)

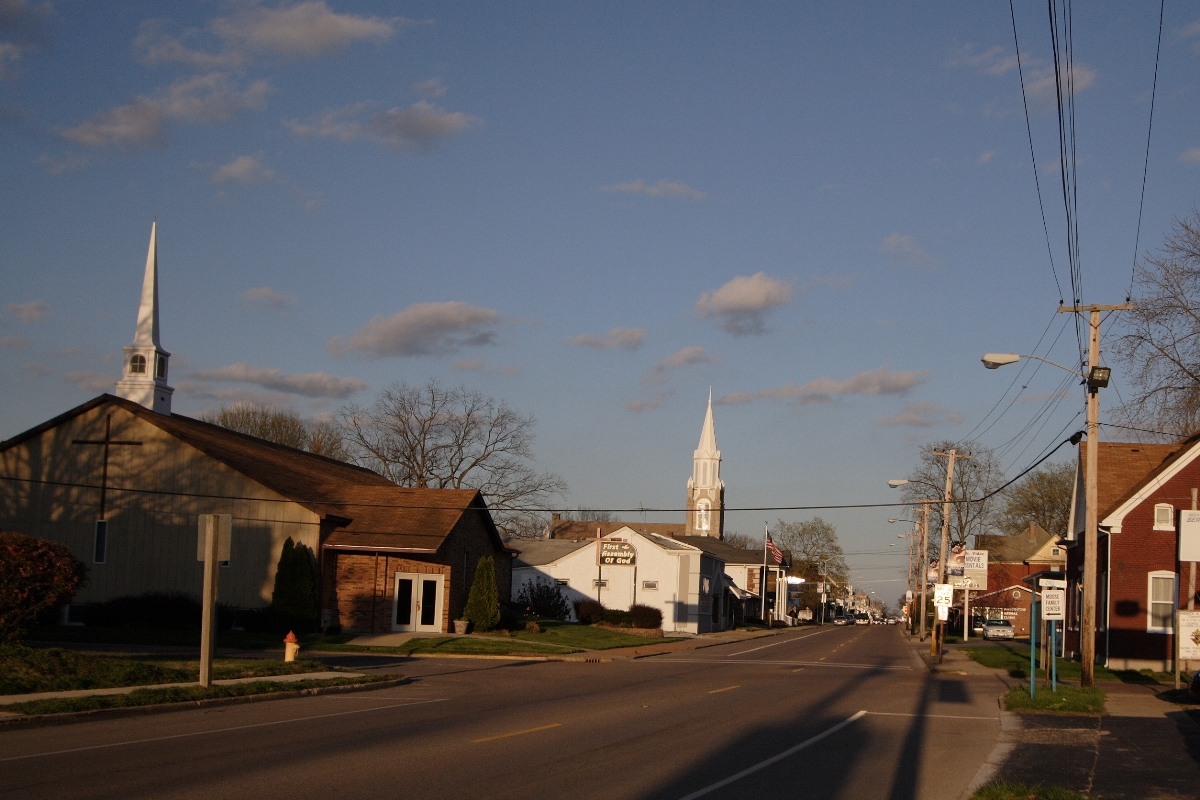
Mascoutah, Illinois (2006)

馬斯庫塔（英語：Mascoutah）是一個位於美國伊利諾伊州聖克萊爾縣的城市。

## 地理
馬斯庫塔的座標為38°29′30″N 89°47′48″W / 38.49167°N 89.79667°W，而該地的平均海拔高度為132米（即433英尺）。

## 人口
根據2010年美國人口普查的數據，馬斯庫塔的面積為25.09平方千米，當中陸地面積為24.71平方千米，而水域面積為0.38平方千米。當地共有人口7483人，而人口密度為每平方千米298.25人。